# Davide Ballerini
Davide Ballerini (ur. 21 września 1994 w Cantù) – włoski kolarz szosowy.

## Osiągnięcia
Opracowano na podstawie:

2012
- 3. miejsce w mistrzostwach Europy juniorów (start wspólny)

2014
- 1. miejsce na 8. etapie An Post Rás
- 3. miejsce w Wyścigu Solidarności i Olimpijczyków
  - 1. miejsce w klasyfikacji młodzieżowej

2015
- 3. miejsce w Trofeo Alcide Degasperi

2017
- 1. miejsce w klasyfikacji górskiej Tirreno-Adriático

2018
- 3. miejsce w GP Industria & Artigianato di Larciano
- 1. miejsce na prologu Sibiu Cycling Tour
- 1. miejsce w Memorial Marco Pantani
- 1. miejsce w Trofeo Matteotti
- 3. miejsce w Giro del Piemonte

2019
- 1. miejsce w klasyfikacji górskiej Tour of California
- 1. miejsce w igrzyskach europejskich (start wspólny)

2020
- 1. miejsce na 5. etapie Tour de Pologne
- 2. miejsce w mistrzostwach Włoch (start wspólny)
- 2. miejsce w Brussels Cycling Classic

2021
- 1. miejsce w klasyfikacji punktowej Tour de La Provence
  - 1. miejsce na 1. i 2. etapie
- 1. miejsce w Omloop Het Nieuwsblad

2022
- 1. miejsce na 4. etapie Tour de Wallonie
- 1. miejsce w Coppa Bernocchi

## Rankingi
| Rok             | 2014 | 2015 | 2016  | 2017  | 2018 | 2019 | 2020 | 2021 | 2022 | 2023 | 2024 |
| --------------- | ---- | ---- | ----- | ----- | ---- | ---- | ---- | ---- | ---- | ---- | ---- |
| World Ranking   |      |      | 1131. | 1002. | 115. | 143. | 90.  | 126. | 309. | 184. | 418. |
| UCI Europe Tour | 423. | 630. | 769.  | 668.  | 20.  | 118. | 75.  | 107. | 248. | -    | -    |
|                 |      |      |       |       |      |      |      |      |      |      |      |
| Źródło: UCI     |      |      |       |       |      |      |      |      |      |      |      |